# 실바나 스탄코
실바나 마리아 스탄코(스페인어: Silvana Maria Stanco, 1993년 1월 6일~)는 이탈리아의 사격 선수로 주 종목은 트랩이다. 올림픽에 2회 참가했고 2024년 하계 올림픽에서 여자 트랩 종목 은메달을 획득했다.